# Berdówka (rejon lidzki)
Berdówka (biał. Бердаўка; ros. Бердовка) – agromiasteczko na Białorusi, w rejonie lidzkim obwodu grodzieńskiego, około 15 km na wschód od Lidy; siedziba sielsowietu.

## Historia

### Własność majątku
Pierwsza znana dziś wzmianka o Berdówce pochodzi z 1527 roku i znajduje się w przywilejach Zygmunta Starego. Prawdopodobnie Berdówka była własnością rodziny Berdowskich herbu Mądrostki od XVI wieku do powstania styczniowego. W 1865 roku dobra te były własnością Wincentego Zachwatowicza, jednak już kilka lat po powstaniu należały do Aleksandra Stanisławowicza Dębowieckiego (1840–~1914), zrusyfikowanego szlachcica, ponoć naturalnego syna cara Aleksandra II. Jest prawdopodobne, że panna Berdowska wyszła za Zachwatowicza, ale następnie majątek im skonfiskowano i nadano Dębowieckiemu. Prawie do I wojny światowej Berdówka należała do Dębowieckiego, gorliwego zwolennika Rosjan (który w 1913 roku sprzedał majątek). Po wojnie dobra te przejął Skarb Państwa, jednak Zachwatowicze wystąpili o zwrot skonfiskowanej własności. Ponieważ polskie władze założyły tu już stację ogierów i szkołę rolniczą, zawarto ugodę, w ramach której Zachwatowiczom zwrócono jedynie lasy należące do dawnego majątku. Miasteczko było zasiedlane polskimi osadnikami, sprowadzono tu około 16 rodzin, po których pozostało do dziś kilka domów. W latach 20. wybudowano tu również nowy kościół katolicki w stylu modernistycznym, który jednak nie przetrwał czasów komunizmu.

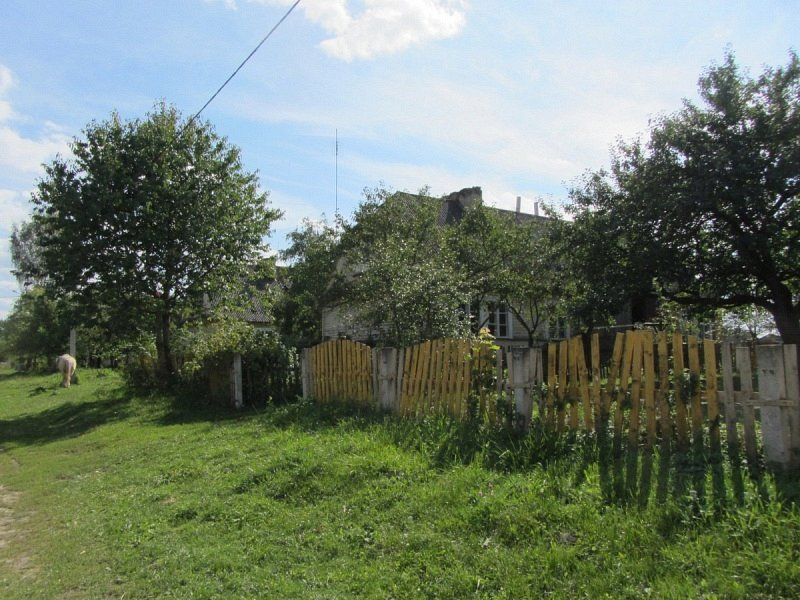
Domy polskich osadników

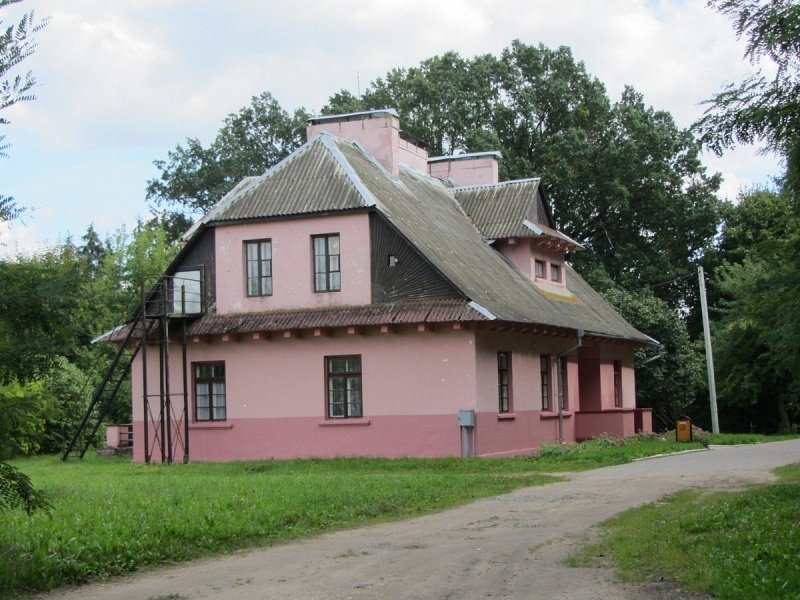
Ambulatorium w byłym domu dyrektora stadniny

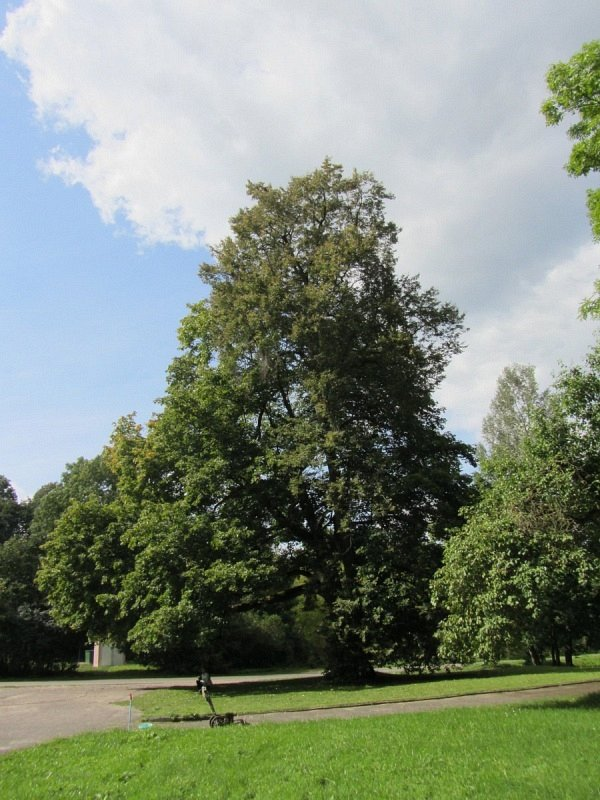
Resztki parku Berdowskich

### Lewobrzeżna Berdówka
Dzisiejsza Berdówka leży na obu brzegach małej rzeczki Berdówki o długości jedynie 10 km. Do XX wieku Berdówka (wieś) istniała tylko na prawym (południowym) brzegu rzeczki. Na lewym brzegu był folwark Filipki, którego właścicielem był w czasach powstania styczniowego polski szlachcic Albert Leskowicz. Za udział w powstaniu został rozstrzelany, a jego majątek został skonfiskowany i również przez cara podarowany Dębowieckiemu.

### Przynależność administracyjna
Po III rozbiorze Polski w 1795 roku Berdówka, wcześniej należąca do powiatu lidzkiego województwa wileńskiego Rzeczypospolitej, znalazła się na terenie ujezdu lidzkiego guberni wileńskiej Imperium Rosyjskiego. Po ustabilizowaniu się granicy polsko-radzieckiej w 1921 roku Berdówka wróciła do Polski, znalazła się w gminie Lida w powiecie lidzkim województwa nowogródzkiego. Od 1945 roku – w ZSRR, od 1991 roku – na terenie Republiki Białorusi.

## Czasy współczesne
W 2009 roku miejscowość liczyła 634 mieszkańców. W agromiasteczku działają: stadnina z lat 30. XX wieku, średnia szkoła, dom kultury i biblioteka (w pałacu Dębowieckiego), ambulatorium (w domu byłego dyrektora stadniny), poczta, kościół pw. Przenajświętszej Trójcy (zbudowany w latach 2003–2006), kaplica katolicka z lat 50. XX wieku, zbiorowa mogiła radzieckich żołnierzy i partyzantów. Od 1989 roku działa tu również muzeum historyczno-krajoznawcze z 6 salami i 2900 eksponatami.

## Zabytki

### Dawny dwór Berdowskich
Na początku XXI wieku decyzją władz lokalnych rozebrano dawny dwór Berdowskich, prawdopodobnie z początku XIX wieku. Był to niewielki, parterowy, drewniany klasycystyczny dwór z portykiem, którego dwie pary kolumn podpierały trójkątny szczyt, nad którym było okno pokoju na poddaszu. Dwór był przykryty gładkim czterospadowym dachem.

### Pałac Dębowieckiego
Aleksander Dębowiecki, sprowadziwszy się do Berdówki, wzniósł tu w latach 70. XIX wieku neogotycki pałacyk. Jest to dwukondygnacyjny budynek na planie prostokąta z trójosiowym ryzalitem w środkowej części dziewięcioosiowej elewacji frontowej. Nad tym ryzalitem wznosi się trzecie piętro w postaci kwadratowej wieży zwieńczonej blankami i pinaklami. Przed frontowym ryzalitem był arkadowy portyk, nad którym był balkon z żeliwną balustradą. Portyk ten w czasie ostatniej rekonstrukcji zamieniono tak, że daszek nad wejściem podparty jest jedną kolumną z jednej strony i litą ścianką z drugiej. Budynek nakrywa płaski dach dwuspadowy. Obok pałacu stoi niewielki, prostokątny budynek, który służył niegdyś jako kuchnia i spiżarnia.
Wokół pałacu istnieją zdziczałe resztki parku.
Majątek Berdówka został opisany w 4. tomie Dziejów rezydencji na dawnych kresach Rzeczypospolitej Romana Aftanazego.